# Dixa obtusa
Dixa obtusa är en tvåvingeart som beskrevs av Takahashi 1958. Dixa obtusa ingår i släktet Dixa och familjen u-myggor. Inga underarter finns listade i Catalogue of Life.